# Viola suavis
Viola suavis es una especie de la familia de las violáceas.

## Descripción
Flor violeta de garganta blanca, perfumada, de 1,5-2 cm. Estolones robustos, cortos. Estípulas lanceoladas, laciniadas con largos pelos.

## Hábitat
Pastos y herbazales

## Distribución
Sur, centro y este de Europa.

## Taxonomía
Viola suavis fue descrita por Friedrich August Marschall von Bieberstein y publicado en Flora Taurico-Caucasica 3: 164, en el año 1819.
Sinonimia
- Viola pontica W. Becker
- Viola segobricensis Pau
- Viola suavis var. segobricensis (Pau) O.Bolòs & Vigo	[3]